# Kaz James
Kaz James (Perth, 5 febbraio 1982) è un cantante e disc jockey australiano.
Prima d'intraprendere la carriera da solista ha fatto parte del progetto dance The Bodyrockers.

## Discografia

### Singoli
- Breathe  - feat. Stu Stone (2008)
- We hold on (2008)
- Can't hold back  - feat. Macy Gray (2009)

### Album
- If they knew (2008)